# 鄭萬瞻
郑万瞻（1880年—1943年），字云渠，湖北秭归新滩南坪人。中華民國政治人物。

## 生平
郑万瞻是清朝光绪二十四年（1898年）举人。光绪三十年（1904年）由张之洞选送入京师大学堂。畢業後，他任北京《中国报》主笔。1909年，他任湖北谘议局议员。中华民国成立后，他曾任北京临时参议院议员。后任民元国会众议院议员。后参加共和党。1918年8月，他任安福国会众议员。1921年，他流亡日本。1922年回国后，他住在上海。1925年，他任湖北官矿局督办，过了一年多便去职，在北京居住。抗日战争期间，他拒绝就任日伪政府职务。1943年5月，他在汉口病逝。

## 著作
- 後雲居館詩鈔